# Sean Kelly
John James 'Sean' Kelly (* 24. května 1956, Waterford) je bývalý irský silniční cyklista, jehož forma kulminovala v polovině 80. let 20. století. Ze závodů Grand Tour se mu nejvíce dařilo na Vueltě, kterou dokázal v roce 1988 vyhrát. V roce 1986 zde skončil celkově třetí. Na Tour de France dosáhl nejlepšího výsledku v roce 1985, kdy skončil čtvrtý. Krom toho dvakrát byl celkovým vítězem Tour de Suisse (1983, 1990) a třikrát baskické tour (1984, 1986, 1987). Z jednorázových závodů vyhrál Milán-San Remo (1986, 1992), Paříž–Roubaix (1984, 1986), Lutych-Bastogne-Lutych (1984, 1989) nebo Giro di Lombardia (1983, 1985, 1991). Krom toho má dva bronzy z mistrovství světa v silniční cyklistice (1982, 1989). V roce 2006 si založil vlastní profesionální stáj Sean Kelly Team, první irský profesionální cyklistický tým.